# Бискупице (Лучењец)
Бискупице (слч. Biskupice) насељено је мјесто са административним статусом сеоске општине (слч. obec) у округу Лучењец, у Банскобистричком крају, Словачка Република.

## Становништво
| Година:    | 1994. | 2004.   | 2014.   | 2024.   |
| ---------- | ----- | ------- | ------- | ------- |
| Број људи: | 1143  | 1122    | 1138    | 1134    |
| Разлика:   |       | -1,83 % | +1,42 % | -0,35 % |

| Година:    | 2023. | 2024. |
| ---------- | ----- | ----- |
| Број људи: | 1134  | 1134  |
| Разлика:   |       | +0 %  |

Према подацима о броју становника из 2011. године насеље је имало 1.142 становника.